# Zeče
Zeče – wieś w Słowenii, w gminie Slovenske Konjice. W 2018 roku liczyła 239 mieszkańców.